# Ludwig Schuon
Ludwig Schuon (* 21. März 1871 in Calw; † 5. Dezember 1937 in München) war ein deutscher Manager der Chemischen Industrie.

## Werdegang
Seit 1914 war Ludwig Schuon im Vorstand der Badischen Anilin und Soda Fabrik (BASF). Ab 1919 leitete er dort das Verkaufsressort. 
1924 wurde ihm von der naturwissenschaftlich-mathematischen Fakultät der Albert-Ludwigs-Universität Freiburg die Würde eines Ehrendoktors verliehen.
Unter seiner wesentlichen Mitarbeit wurde 1926 die I.G. Farben gegründet, der er bis 1927 als Direktor vorstand.
1927 schied er aus Gesundheitsgründen aus dem Vorstand der I.G. Farben aus.
Er war Honorarprofessor an der Albert-Ludwigs-Universität Freiburg, Geheimer Kommerzienrat sowie Mitglied des Verwaltungs- und Aufsichtsrates der I. G. Farbenindustrie A.-G.